# سد الخلصة
سد الخلصة؛ هو سد خرساني في المملكة العربية السعودية افتتح في عام 1431 هـ ويقع في مركز بللسمر التابعة لمنطقة عسير الغرض الرئيسي من السد هو السيطرة على الفيضانات.

## الخصائص
أنشئ سد الخلصة سنة 1431 هــ من أجل استعاضة مياه الآبار الجوفية وتوفير مياه الشرب لسكان المنطقة والاستفادة من موارد المياه في المستجمع المائي، حاجزه من النوع الخرساني، يبلغ طول السد 60 مترًا وارتفاعه يبلغ 19 مترًا وبسعة تخزينية تفوق 240 000  متر مكعب.
يساهم السد في السيطرة على الفيضانات ورفع منسوب الماء في الآبار السطحية والارتوازية التي يعتمد عليها المزارعون في ري مزارعهم.

## الموقع
يقع سد الخلصة شرق مدينة بللسمر، والتي تقع شمال مدينة أبها بمسافة 100 كم. وشرق الطريق الرئيسي رقم 15. وإلى الغرب من السد تتموضع جبال الطرقة ذات الارتفاع الذي يفوق 2 800 مترعن مستوى البحر.
يغذي خزان السد وادي آل عمر الذي يشكل أحد روافد وادي عياء.

## مشاريع
تقرر إنشاء حديقة قريبة من سد «الخلصة» بمجهودات البلدية الذاتية، لتخدم الأهالي والزوار

## وصلات خارجية
- خريطة أبها بسلم 1:500000
- امتلاء سد بللسمر الخلصة على يوتيوب